# Van (agriculture)
Pour les articles homonymes, voir Van.

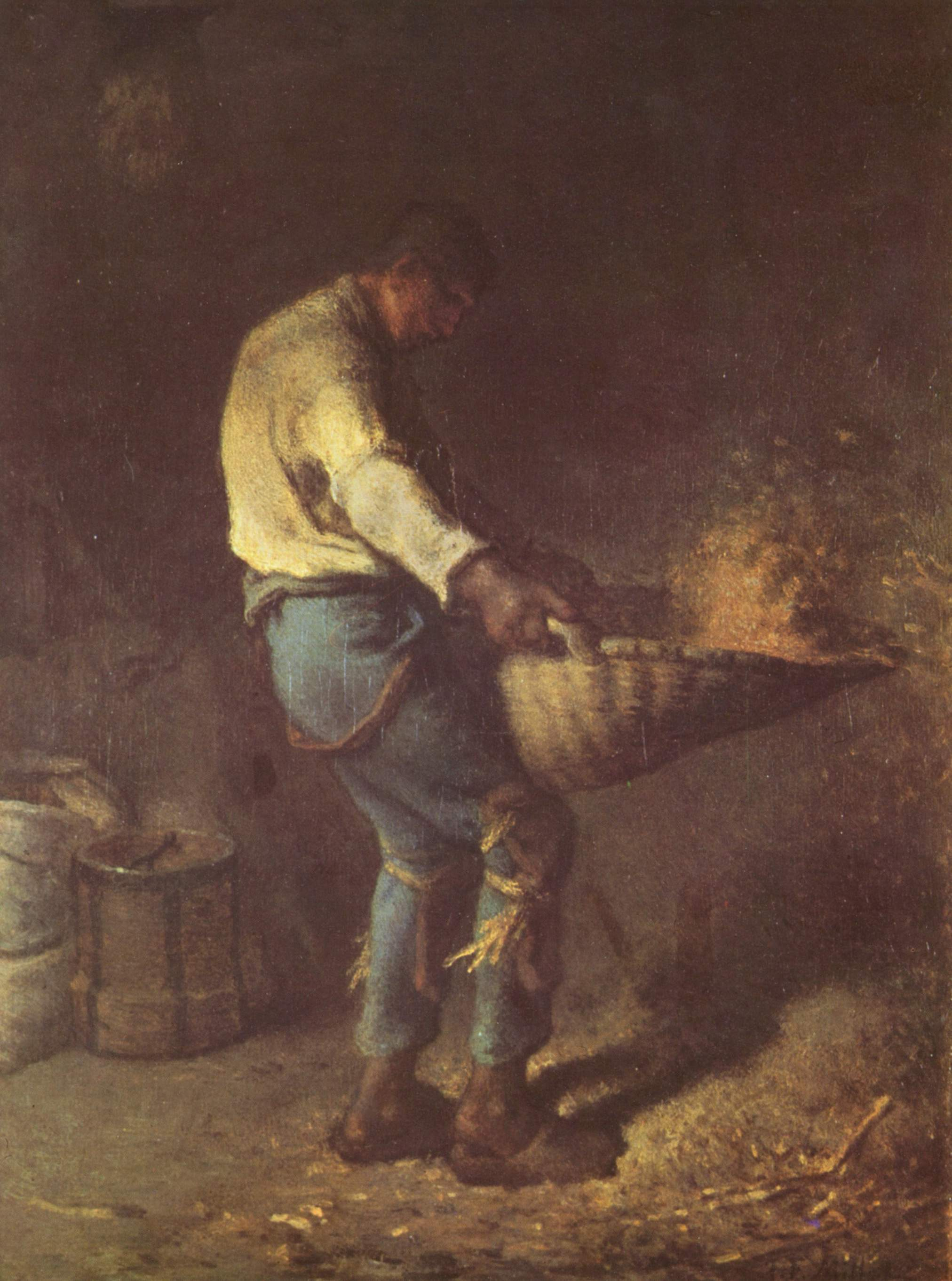
Le Vanneur de Jean-François Millet.

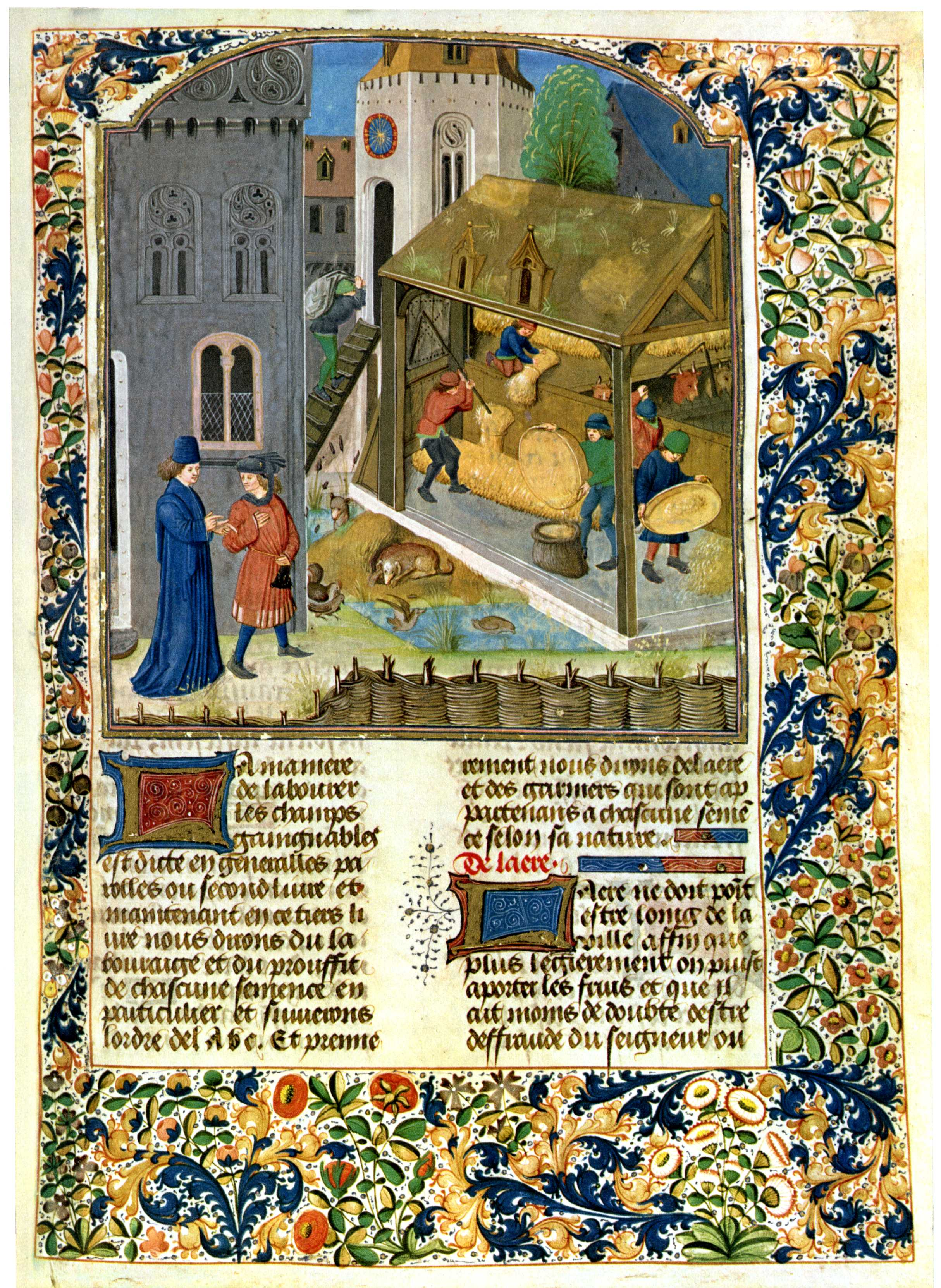
Sur cette page enluminée du Rustican de Pietro de' Crescenzi (troisième quart du XVe siècle) consacrée à la céréaliculture, trois opérations sont réunies : le battage, le vannage et l'engrangement.

Le van est un outil agricole dont les paysans se servent pour nettoyer les céréales, pour les « vanner ». C'est un panier très plat et large servant à séparer la paille, la balle et la poussière du bon grain en les projetant en l'air d'un geste alerte pour offrir au vent les parties les plus légères à éliminer.

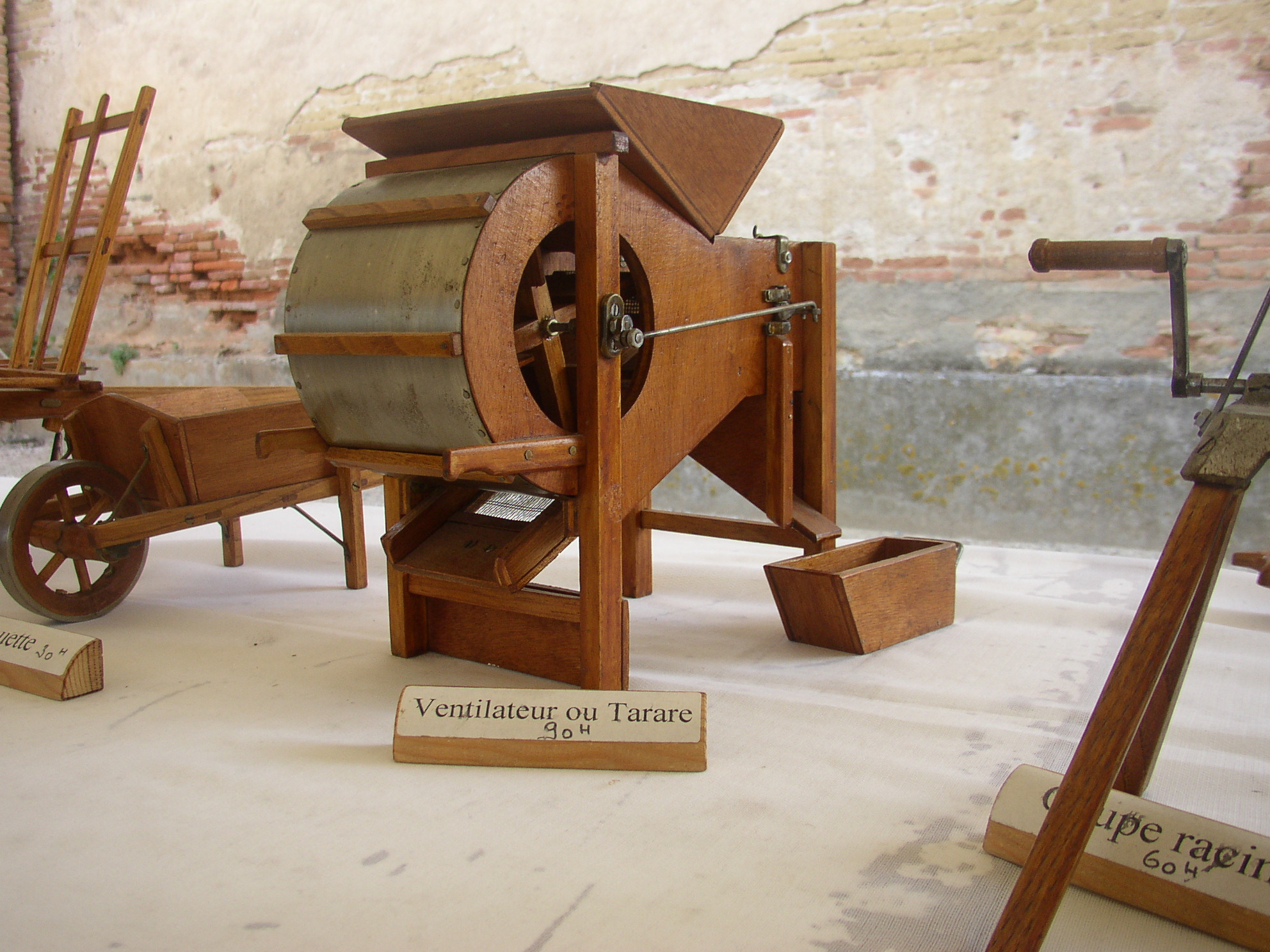
Un tarare, outil mécanique pour vanner.

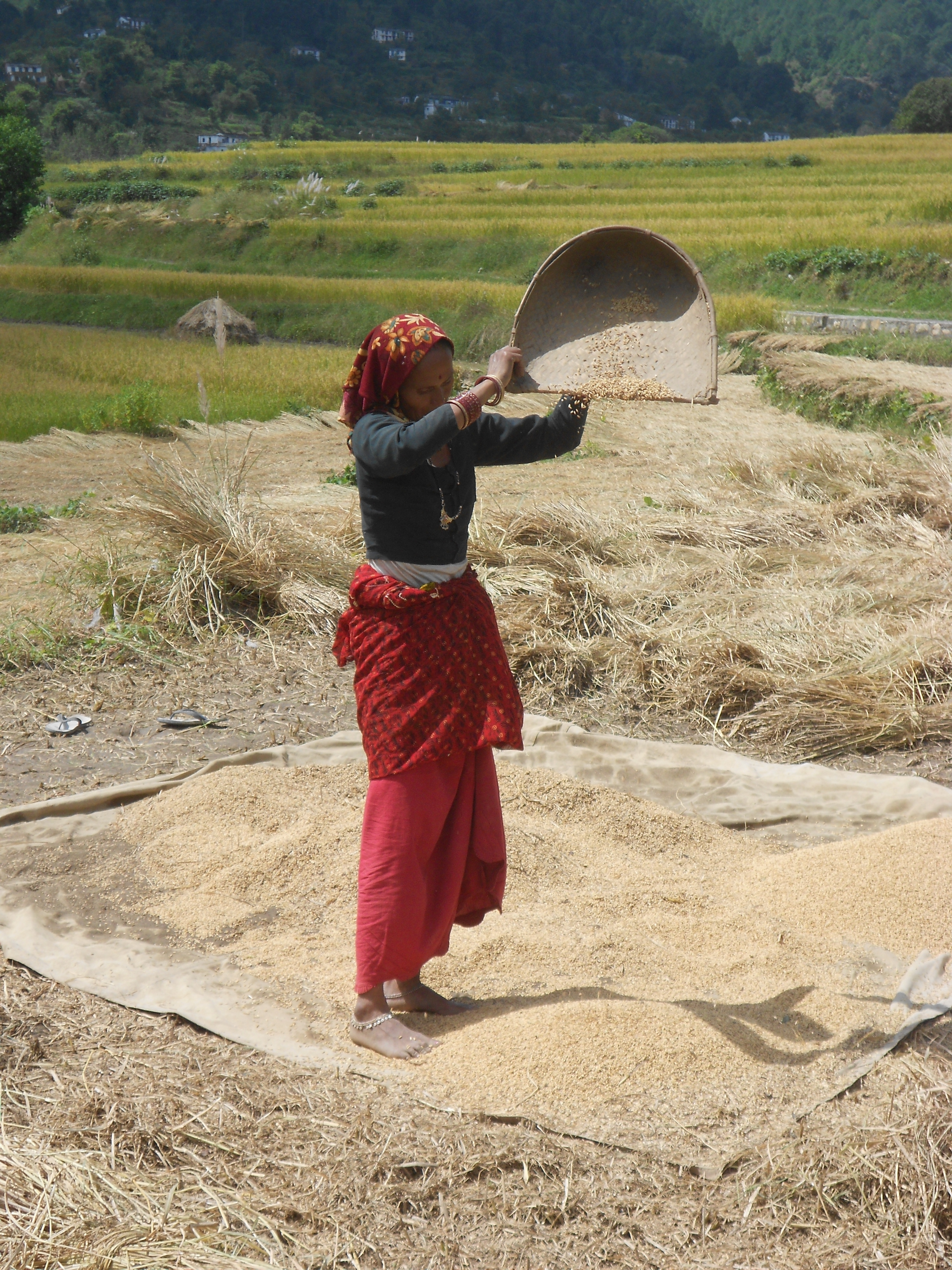
Vannage du riz, Uttarakhand, Inde.

## Description

### En France
Il était généralement confectionné d'un tressage de paille, d'osier, de branches de châtaignier refendues, etc. Il a été mécanisé pour prendre la forme du tarare, machine obsolète qui a été intégrée dans la batteuse puis dans la moissonneuse-batteuse.

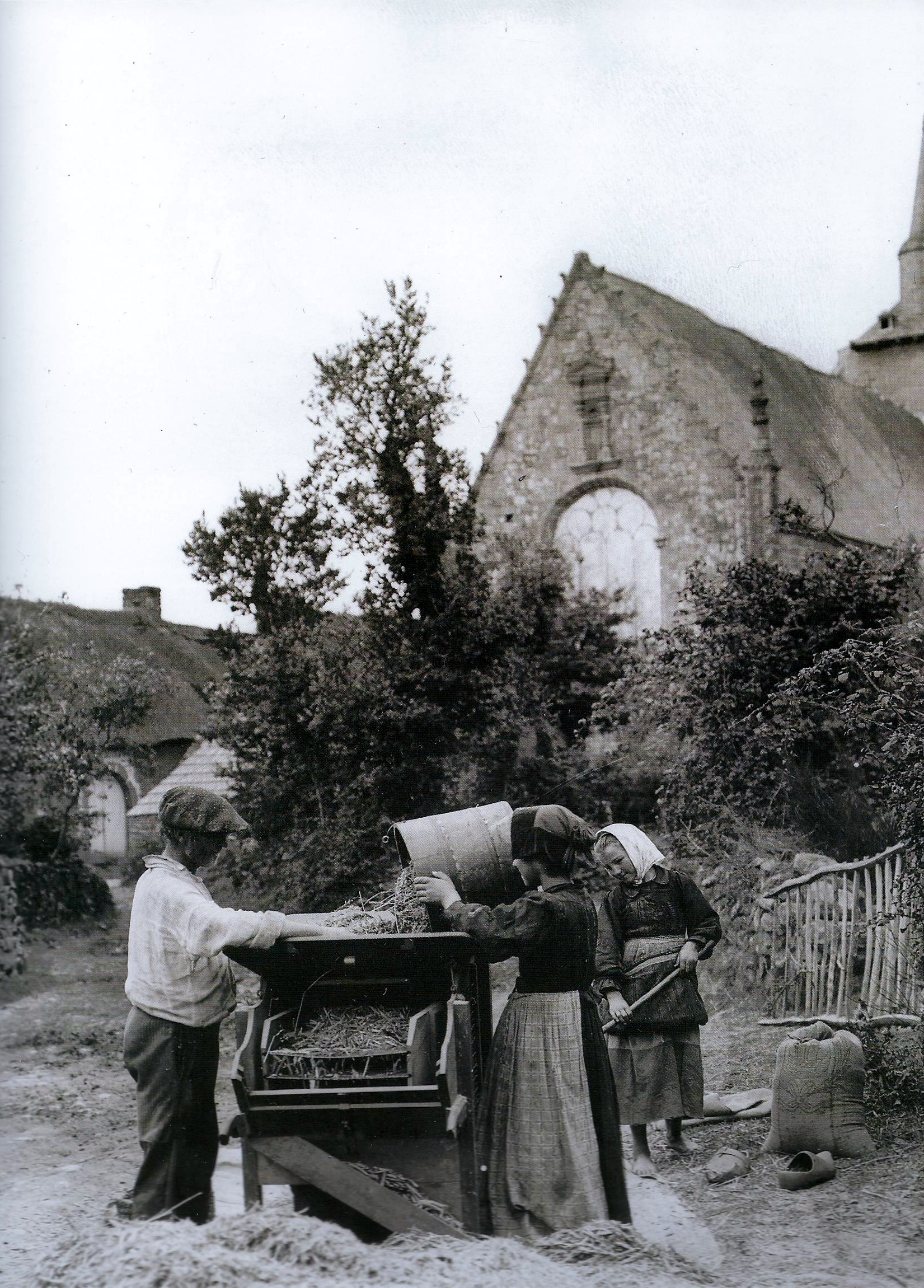
Vanneurs à Sainte-Avoye (photographie de Philippe Tassier, vers 1930).

## Histoire
Son origine est aussi vieille que l'agriculture, c'est-à-dire le Néolithique. Xénophon parle déjà de la technique du vannage, qu'il explique au Chapitre XVIII de l’Économique : Il faut vanner du côté opposé à celui du vent pour que la paille retombe hors de l'aire. On vanne en jetant le grain avec un van tressé ou une pelle à vanner ; en grec ancien, elle s’appelle plokanon.

## Calendrier républicain
- Dans le calendrier républicain, le Van était le nom attribué au 20e jour du mois de nivôse[2].